# Johann Albrecht Cropp

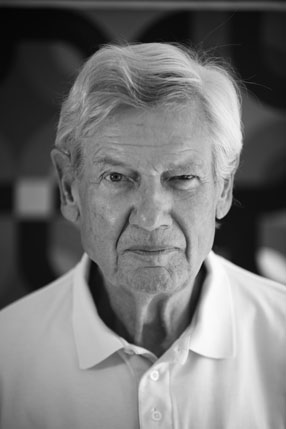
Johann Albrecht Cropp (2013)

Johann Albrecht Cropp (* 11. Juli 1927 in Berlin; † 26. Juni 2020 in Murnau) war ein deutscher Fotograf, Journalist und Autor.

## Leben
Cropp wurde als Sohn eines hamburgischen selbstständigen Versicherungs-Kaufmanns und einer aus Österreich stammenden Mutter in Berlin geboren.
Seine Jugend- und Volksschulzeit verbrachte er in Berlin. Ab 1937 besuchte er das Landschulheim Grovesmühle und die Hermann-Lietz-Schule Haubinda, danach die Oberschule in Garmisch, die er mit dem Abitur abschloss. Das Ende des Zweiten Weltkrieges erlebte er als Fallschirmjäger.
Von 1946 bis 1949 war er als Fotolaborant und Club-Fotograf für amerikanische Besatzungssoldaten in Garmisch-Partenkirchen und München tätig. Anschließend gelang ihm die Aufnahme in das gerade neu gegründete "Institut für Bildjournalismus" in München. Zusätzlich erhielt er eines der sehr raren Stipendien des Werner-Friedmann-Instituts, der heutigen Deutschen Journalistenschule.
Während einer Zeitspanne von vier Jahren arbeitete er als Reporter für den Süddeutschen Verlag und die Münchner Illustrierte. Einer seiner größten Förderer war der Journalist Hans Habe, der ihn trotz seiner damals geringen Kenntnisse immer wieder für große Projekte einsetzte. Ab 1954 war Johann Albrecht Cropp freiberuflich im Raum Frankfurt am Main journalistisch und werblich tätig. Er wirkte an mehr als 30 Bildbänden, rund 50 Automobil-Kalendern und unzähligen Wandkalendern zu politischen Themen mit, beispielsweise zur deutschen Teilung. Ausgedehnte Reisen führten ihn durch die ganze Welt, die er in vielen Publikationen anschaulich in Bild und Wort darstellte. Daneben war er auch als freier Mitarbeiter für das Volkswagenwerk tätig.
Nach 40 Jahren, in denen er in Neu-Isenburg bzw. Niederhöchstadt gelebt hatte, ließ er sich 2013 in Murnau am Staffelsee (Bayern) nieder. Er starb am 26. Juni 2020 in Murnau im Alter von 92 Jahren.

## Publikationen
- In Allahs Hand. Eine abenteuerliche Orientreise im Auto., Frankfurt, Ullstein (1956)
- Zwischen Atlas und Nil. Nordafrika - Geschichte und Gegenwart. Stuttgart, DVA (1968)
- Zwischen Newa und Kaukasus. mit Kommentaren von Immanuel Birnbaum, München, Süddeutscher Verlag (1970), ISBN 3-7991-5631-3
- Bummel durch Frankfurt., München, Süddeutscher Verlag (1971), ISBN 978-3-7991-5617-2
- USA. Zwischen New York und San Francisco. mit vier Textbeiträgen von Herbert von Borch, München, Süddeutscher Verlag (1971), ISBN 3-7991-5669-0
- DDR Impressionen, zwischen Thüringer Wald und Rügen. Eschborn, alpha 9 (1973), ISBN 3-444-10143-0
- The federal Republic of Germany. History a.recovery - Country a. people - Industrie a. Society. Eschborn, alpha 9 (1971)
- Die Bundesrepublik Deutschland - Geschichte und Wiederaufbau - Land und Menschen - Industrie und Gesellschaft Eschborn, alpha 9 (1971), ISBN 3-7991-5715-8
- Die Bundesrepublik Deutschland. mit Textbeiträgen von Burghard Freudenfeld, Hans-Joachim Netzer, Stefan Wallrawen, München, Süddeutscher Verlag (1972)
- Wanderung durch Deutschland. Zwischen Bodensee und Kieler Bucht. mit einem Vorwort von Horst Krüger, Bern, Hallwag (1975), ISBN 3-570-09512-6
- Was ist anders in Spanien? : eine Volkswagenreise. Eschborn, alpha 9 (1975), ISBN 3-88026-006-0
- Von der Nordsee auf die Zugspitze, Bern, Hallwag (1977), ISBN 3-444-10227-5
- Irland zu Pferde. Stuttgart, DVA (1974), ISBN 3-7658-0268-9
- Deutschland zu Pferde. In 20 Tagen von der Ostsee auf die Hohe Rhön. Dortmund, Grösschen (1979)
- Deutschland zu Pferde Band II: In 17 Tagen von der Rhön zum Bodensee. Dortmund, Grösschen (1980), ISBN 3-8087-0068-8
- Die Niederlande per Boot. Fahrten zwischen Ems und Ijzer. Tagebuch und Fotos.  Würzburg, Stürtz (1983), ISBN 3-8003-0199-7
- Irland per Boot. Shannon, Barrow, Grand Canal, Erne. Würzburg, Stürtz (1984), ISBN 3-8003-0218-7
- Spanien zu Pferde. - Zwischen Kastilien und Andalusien., Würzburg, Stürtz (1984), ISBN 3-8003-0235-7
- Die Elbe. Von der Quelle bis zur Mündung. Reich Verlag Ag (1991), ISBN 978-3-7243-0168-4
- Die Donau, Von der Quelle bis zur Mündung. mit Essays von Gertrud Fussenegger, Pia Maria Plechl, Wolfgang Simonitsch, Eschborn, alpha 9 (1981), ISBN 978-3-524-63028-1
- Frankreich per Boot. Die Charterreviere Bretagne, Midi, Loire, Burgund. Würzburg, Stürtz (1991)
- Der Rhein. Von den Alpen bis zur Nordsee. mit Texten von Heinrich Böll, Hanns U. Christen, Wolfgang von Gropper, Paul Hübner, Christian Schütze, Frankfurt am Main, Umschau Verlag (1982), ISBN 3-524-63031-6
- Der Main. Von den Quellen bis zur Mündung. Weisser Main. Roter Main. Europa-Kanal. Würzburg, Stürtz (1985), ISBN 3-8003-0255-1
- England per Boot, Norfolk Boad, Themse, Avon Ring. Würzburg, Stürtz (1986), ISBN 3-8003-0269-1
- Der Neckar, Von der Quelle bis zur Mündung. mit einer Einleitung von Carlheinz Gräter, Stuttgart, Theiss (1987), ISBN 3-8062-0521-3
- Norditalien per Boot Würzburg, Stürtz (1987), ISBN 3-8003-0303-5
- Deutschland per Boot. Bootswandern zwischen Passau und Lübeck. Würzburg, Stürtz (1989), ISBN 3-8003-0335-3
- Mosel Saar Ruwer. Zwischen Vogesen und Rhein. Frankfurt am Main, Umschau (1990), ISBN 3-524-63047-2
- Werra - Fulda - Weser. Zwischen Thüringer Wald, Rhön und Nordsee. Frankfurt, Umschau (1991), ISBN 3-524-63049-9
- Frankfurt-Rom per Rad. Auf den Spuren der Salier und Staufer. Eschborn, alpha 9 (1993)
- Traumreise um die Welt. 88 Tage auf den Spuren Jules Vernes., Frankfurt, Umschau (1996), ISBN 3-524-88043-6
- Marokko Reich Verlag Ag (1998)
- Bildpunkte. Texte und Bilder 1927 – 1960., Murnau, alpha 9 (August 1999), ISBN 3-88026-022-2
- Zielpunkte. 1956-1996 Kalenderfotos., Murnau, alpha 9 (2003), ISBN 3-88026-023-0
- Rastpunkte. 77 Jahre als Gast in Oberbayern, Murnau, alpha 9 (2007), ISBN 3-88026-024-9
- Tunesien. Weishaupt (2004), ISBN 3-7059-0158-3
- Golos: Leben und Leiden Weishaupt (2009), ISBN 978-3-7059-0293-0